# Adrian Smith (košarkaš)
Adrian Howard "Odie" Smith  (Farmington, Kentucky, 5. listopada 1936.) umirovljeni je američki profesionalni košarkaš. Igrao je na poziciji razigravača, a izabran je u 15. krugu (85. ukupno) NBA drafta 1958. od strane Cincinnati Royalsa.

## Karijera
Izabran je kao 58. izbor NBA drafta 1958. od strane Cincinnati Royalsa. Većinu svoje karijere proveo je upravo u redovima Royalsa, a vrhunac karijere doživio je u sezoni 1965./66. kada je, ostvarivši svoj prvi nastup na All-Star utakmici, osvojio nagradu za najkorisnijeg igrača All-Star utakmice. Za samo 26 minuta, Smith je postigao nevjerojatnih 24 poena i zasluženo odnio nagradu. U sezoni 1969./70. Smith je mijenjan u San Francisco Warriorse gdje se zadržao dvije sezone. Nakon Warriorsa, Smith se odlučio okušati u ABA ligi, te se nakon završetka sezone 1971./72. odlučio umiroviti.

## Vanjske poveznice
- Profil  Arhivirana inačica izvorne stranice od 19. studenoga 2020. (Wayback Machine) na Basketball-Reference.com
- Profil na Databasketball.com